# Robert Grimston (1er baron Grimston de Westbury)
Robert Villiers Grimston, 1er baron Grimston de Westbury (8 juin 1897 - 8 décembre 1979) est un homme politique conservateur britannique.

## Biographie
Grimston est le fils aîné du révérend Robert Grimston, chanoine de St Albans, et petit-fils de James Grimston (2e comte de Verulam). Il fait ses études à la Windlesham House School et à la Repton School, avant d'aller au City and Guilds Engineering College et à l'Université de Londres.
Pendant la Première Guerre mondiale, il est nommé dans le RGA (6e obusiers) en 1916 et sert à Thessalonique et en Palestine de 1916 à 1919.
Grimston est élu député conservateur de Westbury, Wiltshire en 1931, occupant le siège jusqu'en 1964. Il est Junior Lords du Trésor et Assistant Whip (non rémunéré) en 1937, Vice-Chambellan de la Maison de 1938 à 1939, Trésorier de la Maison de 1939 à 1942. Il occupe un poste ministériel subalterne en tant que directeur général adjoint des postes de 1942 à 1945 et en tant que secrétaire parlementaire du ministère de l'Approvisionnement en 1945.
Il est ensuite vice-président de Ways and Means de 1962 à 1964, et membre de la délégation britannique à l'Assemblée générale des Nations unies en 1960.
Grimston est créé baronnet le 11 mars 1952 et est élevé à la pairie comme baron Grimston de Westbury, de Westbury dans le comté de Wiltshire, le 11 décembre 1964.